# غريغوري تشارلز ريفرز
غريغوري تشارلز ريفرز (بالإنجليزية: Gregory Charles Rivers)‏ هو ممثل أسترالي، ولد في 30 أبريل 1965 في أستراليا.

## وصلات خارجية
- غريغوري تشارلز ريفرز على موقع IMDb (الإنجليزية)
- غريغوري تشارلز ريفرز على موقع ميوزك برينز (الإنجليزية)
- غريغوري تشارلز ريفرز على موقع قاعدة بيانات الفيلم (الإنجليزية)